# Klein Gyula (rabbi)
Klein Gyula (Zichyfalva, 1850. január 21./augusztus 2. – Budapest, 1895. július 22.) rabbi, bölcseleti doktor, Szigetvár, majd Óbuda izraelita hitközségének néhai vezetője, a Talmud magyarra fordításának megkezdője, a Magyar-Zsidó Szemle egykori rendszeres szerzője.

## Élete
1850. augusztus 2-án született a Torontál megyei (ma Szerbiához tartozó) Zichyfalván. Szülei szegény sorsú kereskedők voltak. Gyermekkorában sokat betegeskedett, emiatt tanulmányaival is csúszott: a gimnáziumot csak 13 éves korában kezdhette meg; Kecskeméten és Nagykárolyban végezte öt év alatt el a nyolc osztályt. Talmudtanítója Perls Maier főrabbi, majd a felvilágosodott szellemiségű Hildesheimer Izrael Azriel volt. Egyetemre Bécsbe és Tübingenbe is járt, ahol akkoriban nagy gondot fordítottak a héber szakra. Szigetvárra mint főrabbi 22 éves korában, 1872-ben került, s több mint 14 évig állt az ottani hitközség élén. Talmudfordítását, mely az első magyar nyelven megjelent szemelvény a babilóniai talmudból, itt készítette el. 1887. április 11-től, Hirsch Márkust váltván, Óbuda főrabbija lett, ahol rabbiként elsőként ő kezdett el magyar hitszónoklatokat tartani. Itt hunyt el 1895. július 22-én. Hamvai, egy exhumálást követően, az 1922-ben megnyitott óbudai köztemető izraelita részébe kerültek végső elhelyezésre.

## Művei, publikációi (válogatás)
- Lekutim auf dem Felde der Homiletik. Magánkiadás, 1870.
- A babyloni Talmud első könyve. Az áldásmondatokról. Magánkiadás, 1878; Magánkiadás, 1882. (Fordítás és magyarázatok)
- Ünnepi beszéd ő felsége Ferencz József születésnapjának évfordulóján, 1883-iki augusztus 18-án (a „vigasz” szombatján). Magánkiadás, 1883.
- Zsidók Szigetvárott a XVII. és XVIII. században. In: Magyar-Zsidó Szemle, I. 1884. 540. o.
- Birtokvétel zsidó részéről a század elején (Szigetvár). Uo. 540-541. o.
- A talmud-irodalom keletkezéséről (Jós Bloch). In: Magyar-Zsidó Szemle, II. 1885. 103-105. o.
- Octroy és autonomia. In: Magyar-Zsidó Szemle, III. 1886. 185-187. o.
- Zsidó prozeliták eltakarítása. Uo. 262-264. o.
- Két székfoglaló beszéd. Zwei Installatios-Reden. Magánkiadás, 1887.
- Zsidó-magyar kulturegyesület. In: Magyar-Zsidó Szemle, IV. 1887. 371. o.
- Az óbudai izr. hitközség levéltárából. In: Magyar-Zsidó Szemle, VIII. 1891. 436-437. o.
- Az óbudai izr. hitközség történetéhez (1787). Uo. 565-569/630-632. o.
- Az óbudai izr. hitközség múltjából (1786, 1787). In: Magyar-Zsidó Szemle, X. 1893. 70-71. o.
- Kossuth Lajos emlékére. Hitszónoklat. Magánkiadás, 1894.